# 老女たち
『老女たち』（ろうじょたち、西: Las viejas, 仏: Les vieilles, 英: The old woman）あるいは『時間』（じかん、西: El Tiempo, 仏: Le temps, 英: The Time）は、スペインのロマン主義の巨匠フランシスコ・デ・ゴヤが1810年から1812年に制作した絵画である。油彩。
ヴァニタス（空虚、虚栄）を主題とした作品で、おそらく『バルコニーのマハたち』（Majas al balcón）や『バルコニーのマハとセレスティーナ』（Maja y celestina en el balcón）と同じ連作の一部として描かれた。現在はフランス北部ノール県にあるリール宮殿美術館に所蔵されている。以前は同じくリール宮殿美術館所蔵の『手紙』（La carta）の対作品と考えられていたが、現在は否定されている。

## 作品

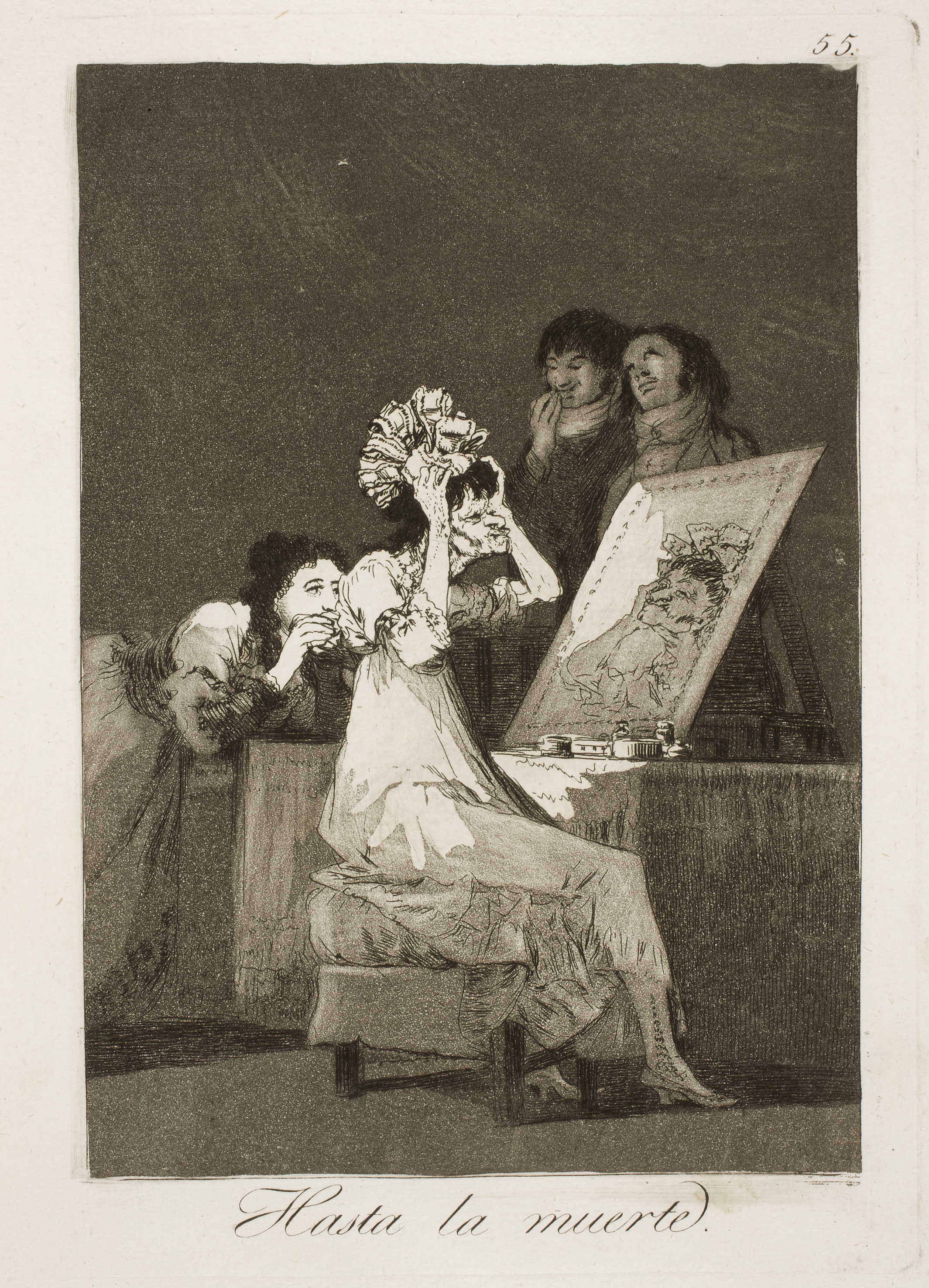
版画集《ロス・カプリーチョス》第55番「死ぬまで」。

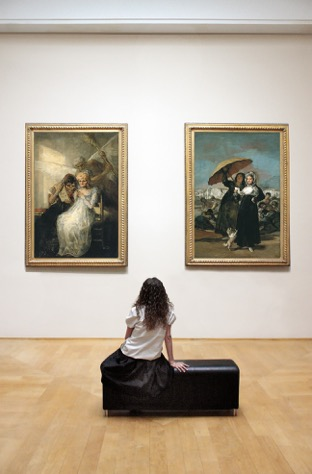
額縁と展示風景。

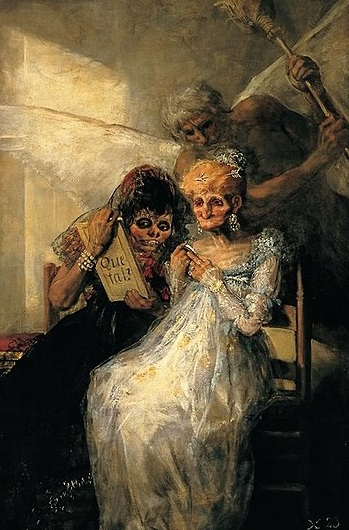
本来のサイズは高さ161センチ、横幅105センチ。この画面のサイズはマハを描いた同時期の作品とほぼ同じである。

ゴヤは若く美しかった頃の自分たちの容姿について語り合う2人の老女を描いている。彼女は痩せて衰弱し、特に画面右側の女性はほとんど骨と皮だけになってしまっている。さらに2人の老婆の背後には箒を構えたクロノス（時間の神）の姿が見える。老女たちのうち、より重要な人物は画面右側に座った女性である。彼女は売春婦のような風貌の老婆の隣に座り、手に持ったメダリオンを見つめている。このメダリオンにはおそらく若く美しかった頃の自身の肖像か、あるいは彼女が長い間会うことができなかった恋人の肖像が描かれているのだろう。老婆はたくさんの指輪や髪飾り、イヤリング、ブレスレットなど、あらゆる種類のアクセサリーで着飾っている。それらはかつての裕福な生活を想像させるが、今は質素な椅子に座っている。彼女が着ているフランス風の花柄模様の白いシフォンドレスは若い女性にこそより相応しいであろう。彼女の隣に座った友人が着ている服はもっと控えめな黒いガウンとヴェールである。彼女の友人は鏡を持ち、しわだらけで憂鬱そうな老女の顔を映している。老女はメダリオンの人物と鏡の中の自身の姿を見比べて、大きな無念に打ちひしがれている。ゴヤは鏡の裏面に「お元気ですか？」（Qué tal?）と記しているが、彼女はかつての美しさの記憶に浸ることに心を奪われ、その質問が耳に届くことはない。彼女の背後には絵画の真の主人公であるクロノスの姿が見える。彼は白い翼と白い髭、白髪を持つ力強い男の姿で擬人化されている。クロノスは老女の死期が間近であることを示しており、今にも振り下ろそうと構えた箒は老女をこの世界から追い出そうとしているかのようである。
ゴヤは裕福でありながら醜く年老いた人々の気取りと虚栄を嘲笑している。老女は矢の形をした細長い髪飾りを身に着けているが、この髪飾りは集団肖像画『カルロス4世の家族』（La familia de Carlos IV）の中で王妃マリア・ルイサが身に着けているものと非常によく似ている。そこで一部の研究者はこの老女を王妃マリア・ルイサと見なしている。しかし、この女性の服装と若く見られたいという願望は、むしろ『カルロス4世の家族』が描かれた当時すでに老女であったマリア・ホセファ内親王にふさわしい。
何人かの研究者は絵画の主題が版画集《ロス・カプリーチョス》（Los Caprichos）の一般的なコンセプトに原点があるとしている。 さらに《ロス・カプリーチョス》第55番「死ぬまで」（Hasta la muerte）は本作品と直接関係している。この作品では背後にいる人物たちの嘲笑に気づかずに、鏡の前で身だしなみを整えている老女が描かれている。作品の題名はまさしく彼女がこの瞬間までドレス、宝飾、化粧で失われた美しさを最大限に高めようと無意味な試みを続けていることを示唆している。

### 他作品との関係
『老女たち』はおそらく『バルコニーのマハたち』（Majas al balcón）や『バルコニーのマハとセレスティーナ』（Maja y celestina en el balcón）と同じ連作に属する作品として制作された。この点についてはいくつかの根拠がある。たとえばこれらの3作品は妻ホセファ・バイユーの死後に作成された1812年のゴヤ家の財産目録に連続してリストアップされている。この目録では本作品は『時間』（El Tiempo）という題名で23番に記述され、150レアルと評価されていた。一方『バルコニーのマハたち』と『バルコニーのマハとセレスティーナ』は24番に記述され、2点合わせて400レアルと評価されていた。また絵画の画面にはそれぞれ「X23」と「X24」という番号が記されており、これらの絵画が1812年の財産目録に記載された絵画であることを示している。さらに『老女たち』と2点のマハ作品はもともと同じサイズの絵画であった。X線撮影を用いた科学調査は、これらがもともと連作《四元素》を描いたキャンバスを再利用して、その上に描かれたことを明らかにした。現在『老女たち』はこれらの作品よりも大きな画面となっているが、これは後から拡張されたものである。おそらくリール宮殿美術館に収蔵される前に『若い女たち』の題名でも知られていた『手紙』とサイズが同じになるように拡張され、対作品としての体裁が整えられたのだろう。事実、リール宮殿美術館の2作品は長年にわたって対作品と考えられていた。これらのことから『老女たち』はおそらくいずれかのマハの対作品として描かれ、その隣に掛けられたと思われる。

## 来歴
本作品は『バルコニーのマハたち』と『バルコニーのマハとセレスティーナ』とともに1812年の財産目録に記載された。目録によるとこれらの絵画は画家の息子ハビエル（Francisco Javier Goya y Bayeu）に割り当てられていた。1825年、テロール男爵イジドール・ジュスティン・セヴランはこれらの絵画をフランス国王ルイ・フィリップ1世のためにハビエルから購入している。購入された絵画はルーヴル美術館のスペイン・ギャラリーに収蔵されたが、退位後の1853年にロンドンのクリスティーズで売却され、美術商ダラーチャー・ブラザーズ（Durlacher Brothers）によって購入された。その後、絵画は初代ダリング・アンド・ブルワー男爵ヘンリー・ブルワーの手に渡り、彼の死後の1873年に競売にかけられ、美術商のエドゥアール・ウォーネック（Edouard Warneck）によって購入され、リール宮殿美術館に寄託された。翌年に『手紙』とともに寄贈された。

## 第2のバージョン
『老女たち』は第2のバージョンが知られており、以前はラ・トレシーリャ侯爵家のコレクションに所蔵されていた。リタ・デ・アンゲリス（Rita de Angelis）は、このバージョンはメトロポリタン美術館に所蔵されている『バルコニーのマハ』の対ではないかと考えた。サビエレ・デスパルメ（Xaviere Desparmet）によると、本作品は複製であり、オリジナルは第2のバージョンであるという。

## ギャラリー
関連するゴヤの作品

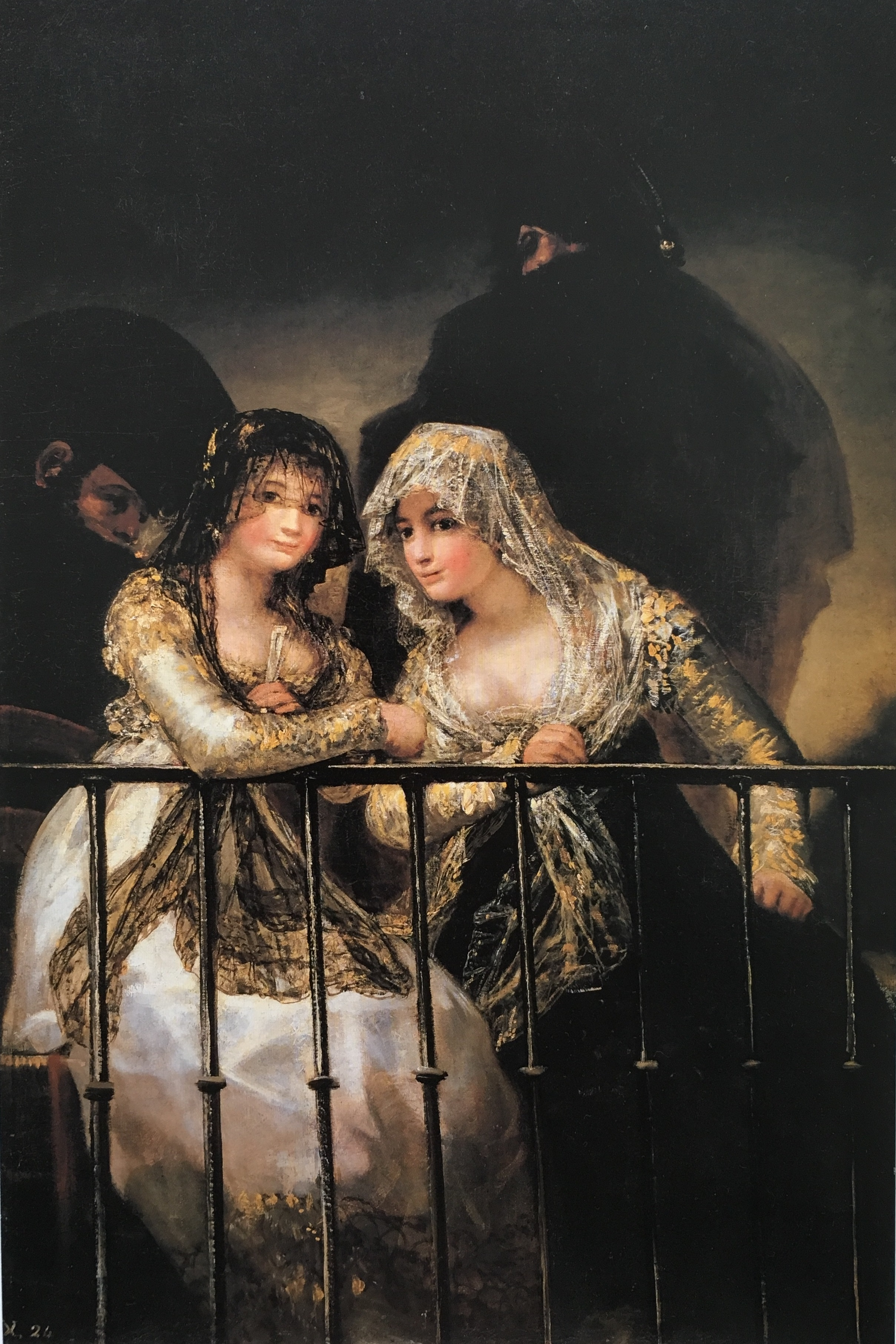
『バルコニーのマハたち』1808年-1812年頃 スイスの個人蔵
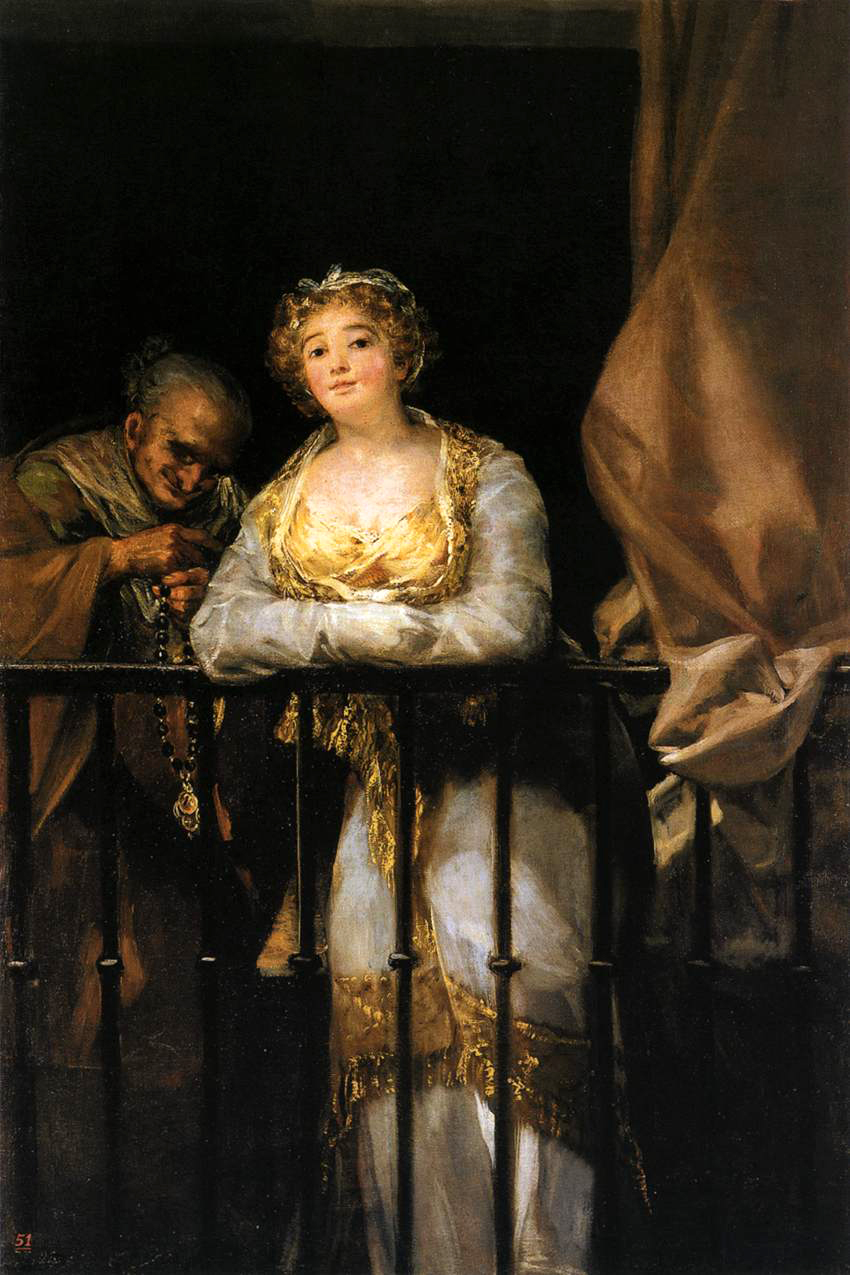
『バルコニーのマハとセレスティーナ』1808年-1812年頃 個人蔵
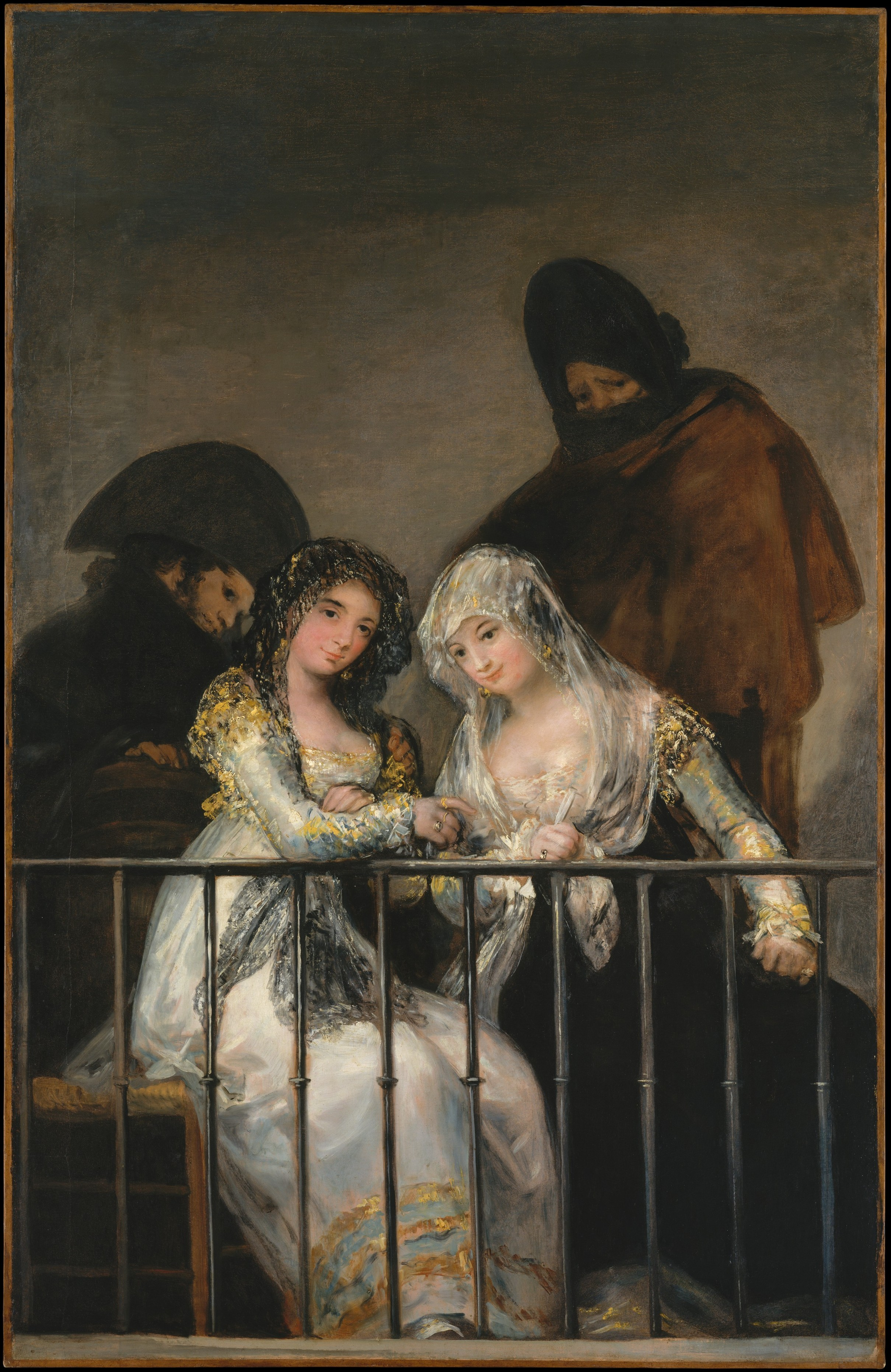
『バルコニーのマハたち』1805年-1812年頃 メトロポリタン美術館所蔵
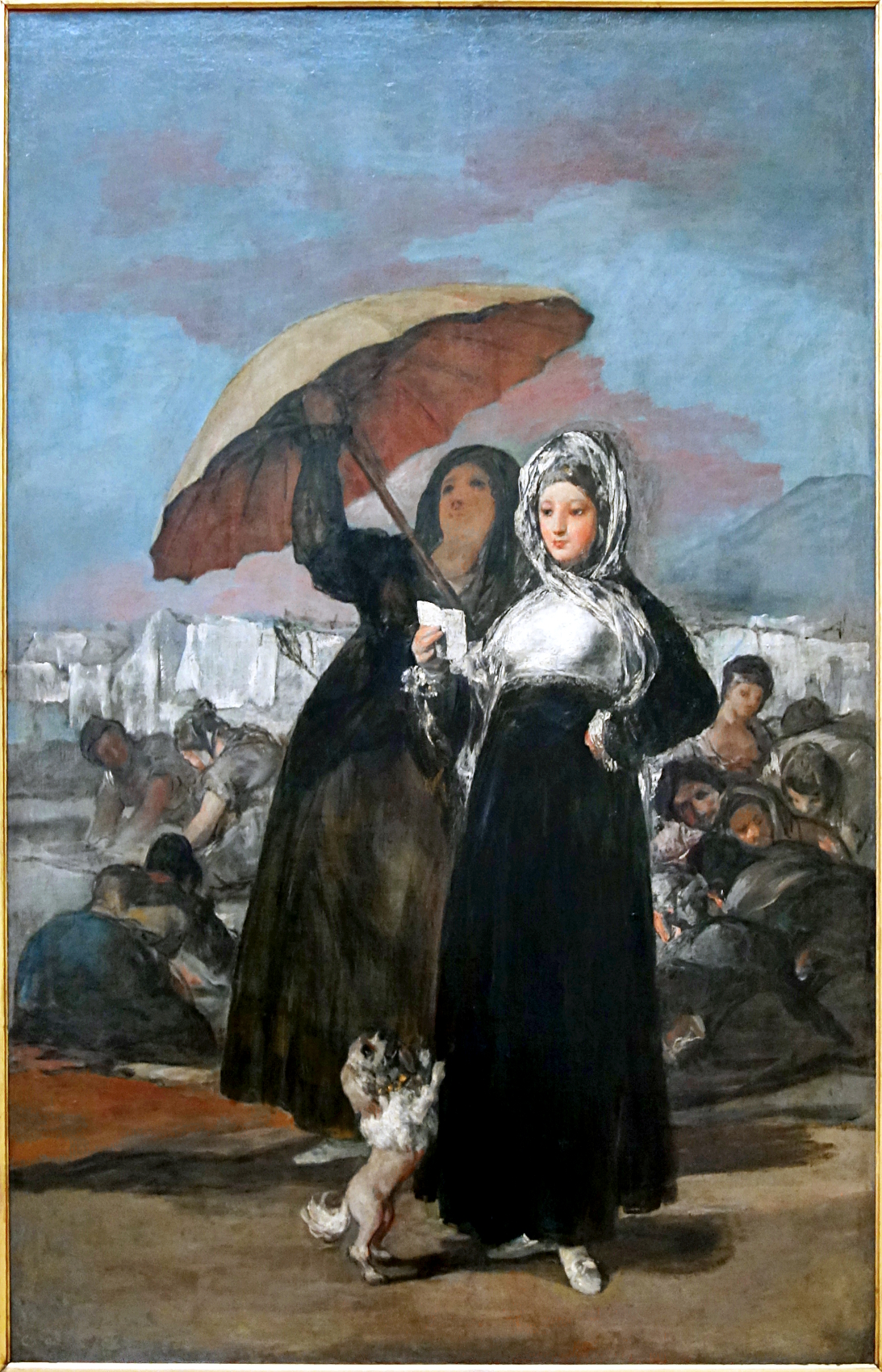
『手紙』1814年-1819年頃 リール宮殿美術館所蔵